# دانيال دالي
دانيال دالي (بالإنجليزية: Daniel Daly)‏ هو عسكري أمريكي، ولد في 11 نوفمبر 1873 في غلين كوف في الولايات المتحدة، وتوفي في 27 أبريل 1937 في Glendale, Queens ‏ في الولايات المتحدة.